# Први италијанско-етиопски рат
Први италијанско-етиопски рат је био рат између Краљевине Италије и Етиопије, који је трајао од 1895. до 1896. године. Етиопска победа у том рату широко је одјекнула тадашњим светом. То је била прва победа неке афричке земље у сукобу с тада надмоћним европским државама. Етиопија се одбранила и остала практично једина афричка земља, која није постала европска колонија.

## Позадина сукоба
На почетку је тадашњи рас Покрајине Шоа Менелик користио Италијане у борби за превласт након погибије цара Јоханеса IV. Пошто је успео да завлада покрајинама Тиграј и Амхара, прогласио се негуша негаста (царем) Етиопије 25. марта 1889. године. Два месеца након свог устоличења, Менелик II је на наговор италијанског амбасадора грофа Пјетра Антонелија, потписао 2. маја 1889. Споразум о пријатељству с Краљевином Италијом у градићу Учјале.
Споразум је признавао Менеликов суверенитет над Етиопијом, али је Италији омогућио контролу над Еритрејом, заправо над обалним појасом Црвеног мора на северозападу Етиопије. Италијани би заузврат пружали Менелику финансијску и војну помоћ. Италијани су по узору на Британце (Протекторат Аден) и Французе (Џибути) хтели да осигурају своје присуство на том тада изузетно важном пловном путу из Суецког канала за Далеки исток.
Двојезични Споразум о пријатељству из Учјале није био исти на италијанском и амхарском језику (у спорном чланку 17. Споразума). Према италијанском тексту Споразума, Италија је добила протекторат над Етиопијом и потпуну контролу над свим унутрашњим и спољним пословима. Спољни послови су морали су да иду преко италијанских власти, која је морала да их одобри. Амхарска верзија Споразума дозвољавала је Менелику да има односе и с другим државама, уколико то жели, преко Италије, али без тражења одобрења. Италијански дипломати су тврдили да је и изворни амхарски примерак Споразума имао исти чланак 17. попут италијанског, који је Менелик потписао. Менелик II је пак једнострано прогласио Споразум о пријатељству неважећим 1893. године. На ту вест, италијанска влада је решила да војном интервенцијом присили Етиопију на поштовање Споразума.

## Ток рата
Италијани су упутили из Еритреје један експедициони корпус на Тиграј уз реку Мареб. Очекивали су да ће традиционални непријатељи Менелика стати на њихову страну, међутим готово све етничке скупине Тиграја стале су на страну цара. У првом делу сукоба, успели су да заузму главни град Тиграја, Адву, и побиједили етиопске снаге у бици код Коатита 1895, те заробили велик део наоружања и важних докумената.
Менелик II се након тога упутио у Француску да тражи помоћ, заправо нудио им је да склопе Споразум о заштити с њим. Французи су га одбили због односа с Италијанима у Тунису. Менелик се вратио у Етиопију и издао апел којим је позвао све људе способне за борбу из Шое да се придруже његовој војсци у градићу Вере Илу.
Следећа већа битка збила се код места Амба Алаги 7. децембра 1895. године. Ту су етиопски војници прегазили италијанску војску, укопану на тој природној тврђави и присилили Италијане да се повуку натраг у Еритреју. Остатак италијанских снага под заповедништвом генерала Ђузепеа Аримондија повукао се до недовршених италијанских тврђава код Мекелеа. Аримонди је тако остао на левом крилу фронта са својим малим гарнизоном од око 1150 еритрејских аскера и 200 италијанских војника, док је на десном крилу генерал Оресте Баратијери, италијански врховни заповедник, вршио концентрацију италијанских снага.
Етиопске трупе опколиле су Мекеле 18. децембра. Након вишекратних борби и преговарања, италијански гарнизон се предао 21. јануара 1896, а Менелик је дозволио да се Италијани слободно евакуишу заједно са својим оружјем.
Италијанска јавност и политички врх тражили су од свог заповедника Баратијерија одлучну војну акцију. Као резултат тог силног притиска, збила се битка код Адве (Тиграј) 1. марта 1896. године. У тој бици учествовала је готово половина свих италијанских снага у Африци, четири бригаде укупног састава око 20.000 људи, с 56 топова.
Баратијери је желео да изненади бројно веће етиопске снаге изненадним нападом у раним јутарњим часовима, очекујући да ће непријатеље ухватити на спавању. Међутим, Етиопљани су већ устали на јутарњу мису, и на италијански напад, одговорили снажним противнападом у којем су сломили Италијане. Добар део Менеликове победе лежао је у чињеници да је располагао већим бројем војника, који су, премда лоше обучени (то је била феудално устројена милиција) ипак извршавали задатке тачно и на време.
На етиопској страни у бици су учествовали и руски војни инструктори и добровољци. Руси су Менелику доставили уз пуно мука неких 30.000-60,000 модерних пушака. Руски војни стручњаци саветовали су Менелика да избегава фронталне сукобе с Италијанима, већ да прибегне сталним мањим нападима на изоловане јединице. Тим сталним узнемиравањем, требало је да се поништи италијанска предност у оружју, обуци и организацији.
Након битке, на бојишту је остало око 9500  до 12000  погинулих италијанских војника, поред тога око 2000 еритрејских аскера је убијено или заробљено. Етиопски губици били су око 3000 мртвих и 6000 рањених. С италијанским заробљеницима се поступало хумано, с обзиром на тадашње тешке услове. Међутим, према 800 заробљених еритрејских аскера, поступало се крајње окрутно. Њих се држало националним издајицама, те су им резане десна рука и лева нога.
Након битке, Менелик се вратио у свој главни град Адис Абебу и у миру чекао резултате своје победе. Насупрот томе, пораз Италије у бици код Адве, испао је један од највећих пораза 19. века, који је особито тешко примљен у самој Италији. Избили су улични нереди, а након две недеље, влада премијера Франческа Криспија поднела је оставку.
Након тога, Италија и Етиопија потписале су споразум у Адис Абеби у октобру. Тим споразумом прецизно је установљена граница између Италијанске колоније Еритреје и Етиопије. Италија је била присиљена да призна независност Етиопије. Убрзо након тога, појавили су се представници Велике Британије, Француске и осталих великих сила у потрази за уносним пословима у Етиопији.